# Triticum spelta

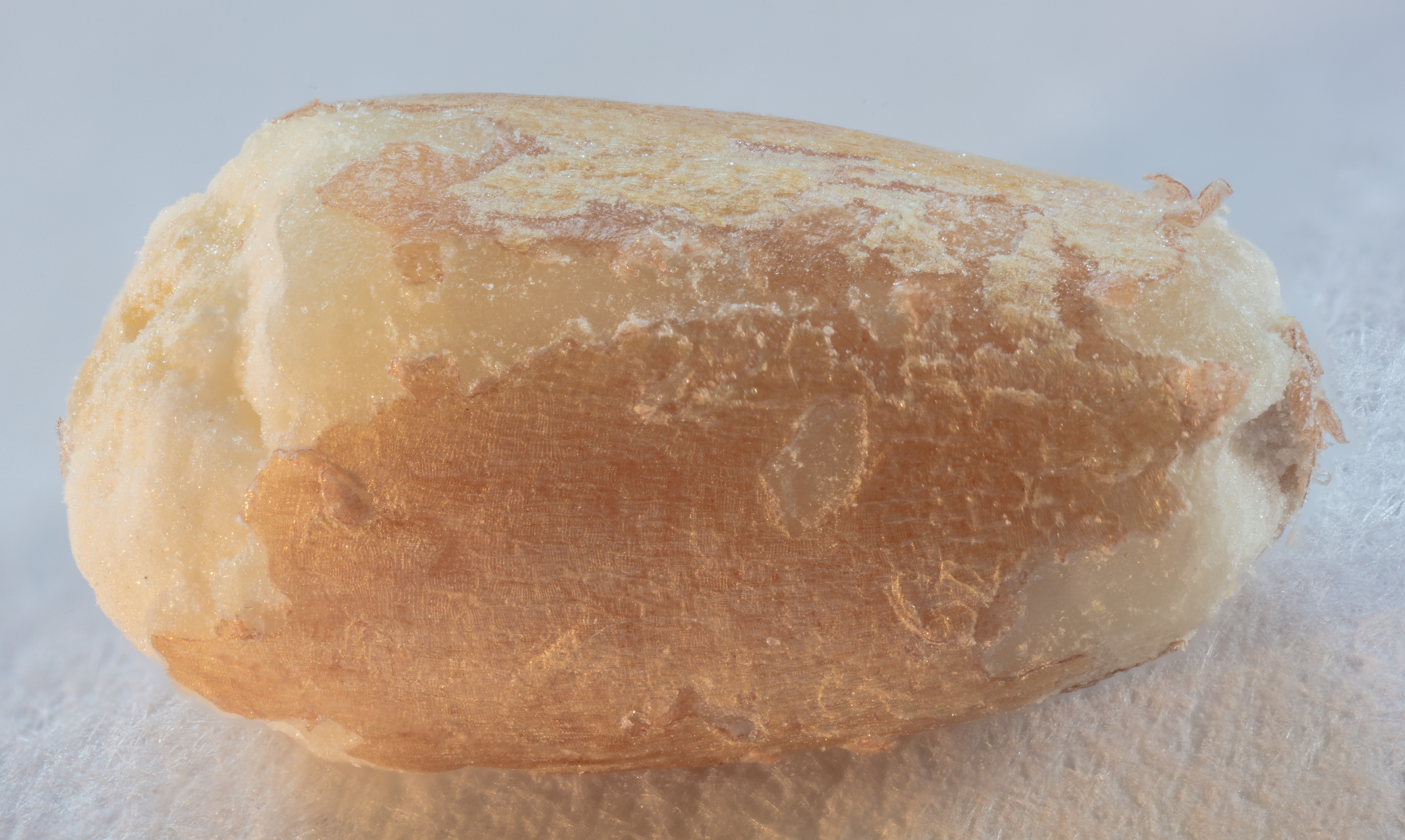
Imagen de alta resolución de un grano de trigo espelta.

La espelta o trigo espelta (Triticum spelta), también conocida como escaña mayor o escanda mayor, es un cereal similar al trigo vestido hexaploide, al tener seis juegos de siete cromosomas haciendo un total de 42. Es un cereal adaptado a climas duros, húmedos y fríos.
El grano permanece cubierto con su cascarilla cuando se cosecha. Esta especie también se conoce como «espelta», a diferencia de los demás cereales resistentes del género Triticum: 
- espelta pequeña (Triticum monococcum);
- «espelta mediano» o «farro», (Triticum dicoccum) cultivada en Italia, y en el espelta pequeño del sur de Francia.

La espelta se considera a veces una especie por derecho propio (Triticum spelta L. (1753) en ITIS 2024) en lugar de ser una subespecie de Triticum aestivum.
Es una de las plantas comestibles completas en  aminoácidos esenciales, sobre todo en el caso de las variedades antiguas, consideradas no hibridadas con el trigo (lo que parece imposible de demostrar). Sin embargo, el nivel de lisina es en general muy medio, aunque superior al del trigo.
Desde el punto de vista dietético, a pesar de un menor rendimiento y un precio más elevado, la espelta podría considerarse más interesante que el trigo, pero menos que el einkorn.

## Historia

Esquema sobre el posible origne de la espelta.

La espelta proviene de la escanda silvestre (Triticum dicoccoides Kór.): híbrido natural entre Triticum boeoticum Boiss y, posiblemente, Aegilops speltoides Tausch, presente en el próximo Oriente y documentado desde hace siete milenios en yacimientos arqueológicos de Irak, Israel y Turquía. Su extensión por el Mediterráneo fue rápida y en la península ibérica fue explotada desde los mismos inicios de la agricultura, hace unos cinco milenios.
Las pruebas genéticas demuestran que el trigo espelta también pudo surgir como resultado de la hibridación del trigo panificable y el trigo esmeralda, aunque sólo en una fecha posterior a la hibridación inicial del trigo Aegilops-tetraploide. Así pues, la aparición mucho más tardía de la espelta en Europa podría ser el resultado de una segunda hibridación posterior entre el trigo esmeralda y el trigo panificable. Recientes pruebas de ADN apoyan un origen independiente de la espelta europea a través de esta hibridación. Actualmente no se ha resuelto si la espelta tiene dos orígenes separados en Asia y Europa, o un único origen en Oriente Próximo.
Desde la Edad Media se cultiva en Asturias y Galicia (España), Suiza, Tirol (Austria) y el sur de Alemania. La famosa abadesa Hildegarda de Bingen (1098-1179) escribió sobre la espelta en su libro Liber simplicis Medicinae: «La espelta es el mejor grano. Es nutritivo y mejor tolerado que cualquier otro grano. No importa cómo se tome, ya sea como pan o en otra manera, porque es bueno y fácil de digerir».

## Confusión terminológica con otros cereales similares al trigo con cubierta
Especialmente en el contexto de las descripciones de culturas antiguas, hay muchos documentos que utilizan la palabra inglesa spelt para referirse a granos que, según otras fuentes, no eran T. spelta hexaploides, sino otras especies de trigo desnudo como el tetraploide Triticum dicoccum (trigo emmer). Esta confusión puede deberse a una traducción errónea de palabras que se encuentran en otras lenguas y que pueden referirse al trigo descascarillado en general sin distinguir entre estas especies (como el farro italiano), o a opiniones cambiantes sobre qué especies reales de trigo se describen en los textos escritos en lenguas antiguas.
El significado de la palabra griega ζειά ([zeiá]) o ζέα es incierto o vago y se ha argumentado que se refiere a T. dicoccum o Triticum monococcum y no a T. spelta. Del mismo modo, el grano de la Antigua Roma designado por la palabra latina far, aunque a menudo se traduce como ‘espelta’, era en realidad emmer (T. dicoccum).
Del mismo modo, las referencias al cultivo del trigo espelta en tiempos bíblicos (véase Matzá), en el Antiguo Egipto y en Mesopotamia son incorrectas y se deben a una confusión con el trigo emmer.

## Características del cultivo

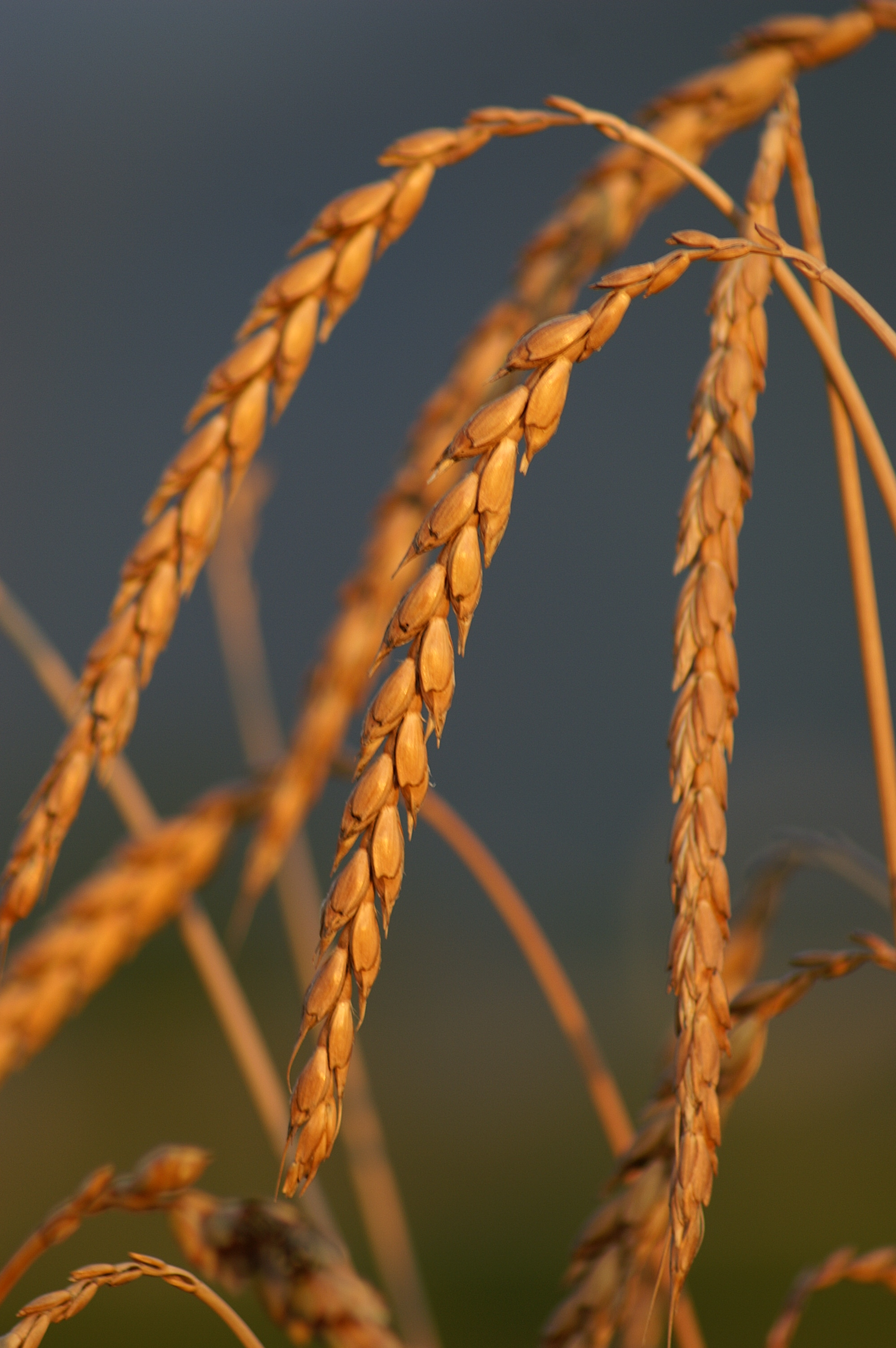
Espigas de espelta cerca del momento de la cosecha

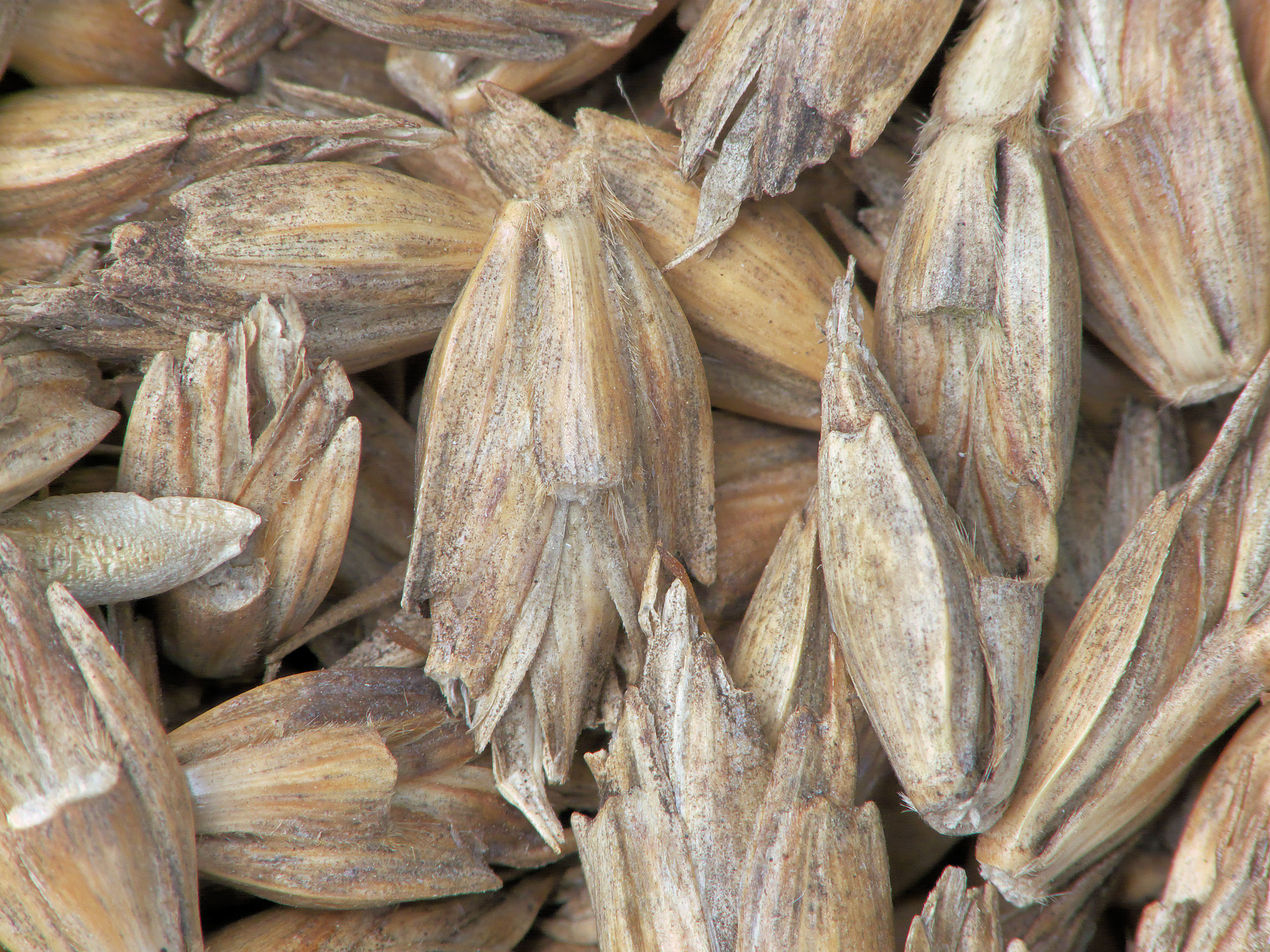
Espiguillas de espelta (sin descascarillar).

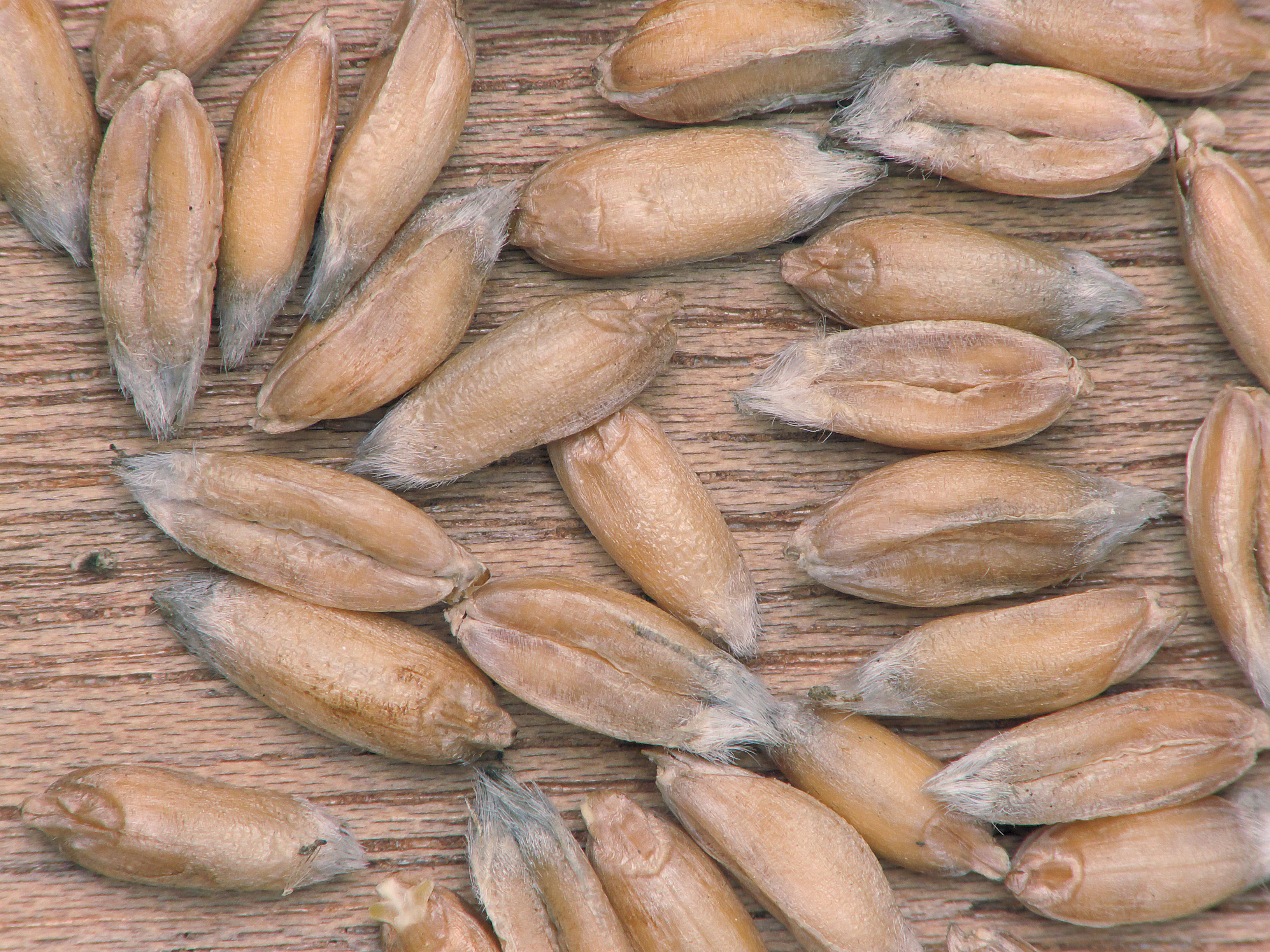
Granos de espelta.

La espelta se da bien en todos los suelos, incluso en los pobres. La siembra se realiza en otoño, sobre terreno previamente preparado, y se realiza con los granos tratados que suelen quedar agrupados en espiguillas. La planta es robusta, se cultiva bien, es relativamente resistente al frío, a las enfermedades y a otras plagas y posiblemente puede prescindir de fertilizantes o productos fitosanitarios. Su paja larga, sin embargo, la predispone un poco al encamado. La cosecha tiene lugar el verano siguiente, aproximadamente al mismo tiempo que el trigo blando.
La particularidad de la espelta es que el grano conserva las cáscaras o glumas después de la trilla, que quedan adheridas (como ocurre con otros cereales como la cebada, el arroz, etc.). Para ello es necesario realizar una operación de pelado. El rendimiento después de este descascarillado es de aproximadamente el 60 al 70% del producto inicial. Este inconveniente, que se suma al rendimiento moderado de este cultivo, explica que desde la Alta Edad Media la espelta haya sido sustituida con mayor frecuencia por el centeno; Sin embargo, su cultivo continuó hasta el siglo XX en varias regiones, como las Ardenas (Bélgica y norte de Francia) y alrededor del lago Constanza (Alemania, Suiza, Austria).
En el sur de Alemania se cosecha parte de la producción de espelta en forma cruda para luego tostarla. Se usa para la preparación de pan, panecillos, cerveza, vodka, etc.
Existen numerosas variedades de espelta.
Para consumo "bio", "orgánico" o "dietético", se buscan variedades o poblaciones antiguas (Oberkulmer) que se dice no están hibridadas con el trigo por su calidad superior, sin embargo, estos cultivares son a menudo sensibles al encamado y a la roya. Las variedades modernas presentan un mejor comportamiento agronómico. Se pueden elegir en función del destino del cultivo; Por ejemplo en Francia la variedad Stone para alimentación de rumiantes, Cosmos para calidad y rendimiento de panadería. En 2024, hay 25 variedades registradas en el catálogo oficial francés. En Canadá, se siembran ocasionalmente variedades de primavera.
En Suiza existe el nombre Pur Épeautre o Urdinkel (escritura ancestral) en alemán. Los productores están obligados a cumplir unas especificaciones (no muy restrictivas)21.

## Aspectos de seguridad alimentaria, intolerancias
En los últimos tiempos, la espelta ha generado mucho interés, entre otras razones porque en algunas prácticas de la llamada medicina alternativa se ha propuesto su consumo para el tratamiento de varios problemas de salud.
Algunas personas que son alérgicas al trigo se preguntan si pueden comer alimentos que contienen espelta, pero esta resulta tan similar que no puede recomendarse como alternativa. Ya que también contiene gluten, de ninguna manera es apta para celíacos. Todas las variedades de trigo resultan tóxicas para las personas con trastornos relacionados con el gluten, que no deben consumirlas.

## Contenido nutritivo
En general, el valor nutritivo de la espelta es muy similar al del trigo común, pero contiene mayor proporción de riboflavina y niacina que éste.

## Enfermedades y plagas
Triticum spelta es un cereal resistente que se ha cultivado durante miles de años. Aunque se valora por su valor nutricional y su adaptabilidad a diferentes climas, la espelta es susceptible a una variedad de plagas y enfermedades que pueden afectar negativamente su crecimiento y rendimiento. Comprender estos desafíos es fundamental para una gestión eficaz y para garantizar cultivos saludables.
Una de las enfermedades fúngicas más comunes que afecta a la espelta es Puccinia recondita, también conocida como roya de la hoja del trigo. Esta enfermedad provoca la formación de pústulas de color naranja o rojo en las hojas, reduciendo la capacidad fotosintética y debilitando la planta. En casos graves, puede generar pérdidas significativas en el rendimiento. Puccinia triticina, otra especie de roya del trigo, también representa una amenaza, especialmente en condiciones cálidas y húmedas. La propagación de estas royas se facilita por el viento, lo que hace que su control sea particularmente desafiante.
Otra enfermedad prevalente es la fusariosis de la espiga (Fusarium graminearum), que infecta las partes florales de la planta, causando daños en los granos y potencial contaminación por micotoxinas. Esta enfermedad no solo es una preocupación para los rendimientos de los cultivos, sino también para la seguridad alimentaria, ya que las micotoxinas pueden ser perjudiciales para los seres humanos y el ganado. Las condiciones ideales para la fusariosis de la espiga son el clima cálido y húmedo durante la floración, lo que hace que la espelta sea vulnerable en ciertos climas.
Además de las enfermedades fúngicas, la espelta es vulnerable a una variedad de plagas en forma de insectos. Los pulgones, como Sitobion avenae, pueden causar daños directos a las plantas al alimentarse de la savia, debilitando la planta y transmitiendo virus como el virus del enanismo amarillo del trigo. Además, los pulgones producen melaza, lo que favorece el crecimiento de moho negro, lo que inhibe aún más la fotosíntesis. De manera similar, el escarabajo de la hoja del cereal (Oulema melanopus) se alimenta de las hojas de la espelta, lo que lleva a la desfoliación y a una reducción en la producción de granos.
Otras plagas, como los gusanos alambre y los nematodos que se alimentan de las raíces, pueden causar daños en las raíces, limitando la capacidad de la planta para absorber agua y nutrientes. El daño a las raíces generalmente da como resultado un crecimiento atrofiado, lo que hace que las plantas sean más vulnerables a otras enfermedades y tensiones ambientales.
La gestión eficaz de estas plagas y enfermedades implica una combinación de medidas de control culturales, biológicas y químicas. La rotación de cultivos, la selección de variedades resistentes y la aplicación de fungicidas o pesticidas cuando sea necesario pueden ayudar a mitigar el impacto de estas amenazas. Las estrategias de manejo integrado de plagas (MIP) también están ganando importancia, ya que enfatizan métodos sostenibles y respetuosos con el medio ambiente para el control de plagas y enfermedades.